# Лушине
Лу́шине (до 1948 року — Дуванівка, Дуван, крим. Duvan) — село Євпаторійського району Автономної Республіки Крим.